# Norwegische Besitzungen

Flagge Norwegens

Das Königreich Norwegen besaß bis 1814 einige Gebiete außerhalb seines kontinentalen Territoriums, die aber nicht als Kolonien bezeichnet werden können. Sie waren lediglich von Norwegen abhängig. 
Seit der Erforschung der Polargebiete gehören einige Inseln in diesen Regionen – teils als abhängige Gebiete, teils als Staatsgebiet – zu Norwegen. 

## Mittelalterliches Norwegen

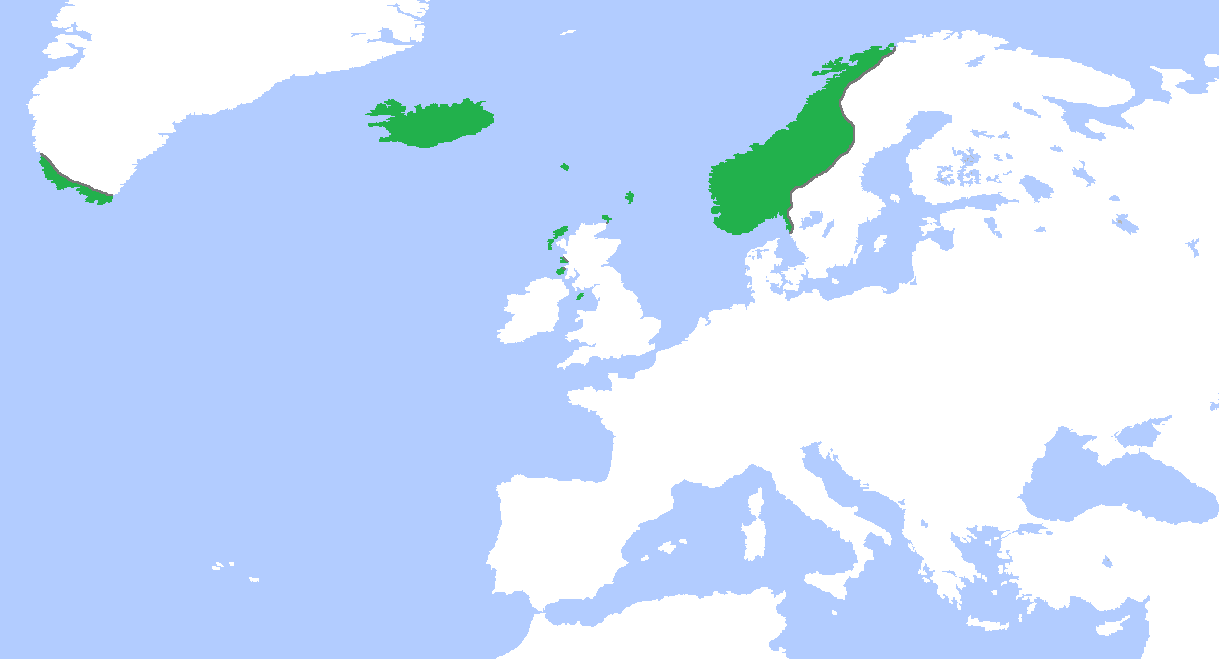
Ausdehnung des Reiches im 12. und 13. Jahrhundert

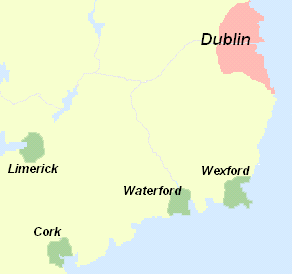
Königreich Dublin (Rot) und weitere norwegische Gebiete in Irland (grün)

- Die Färöer wurden etwa 885–890 von Norwegern unter der Führung Harald Schönhaars besiedelt. Ab 1035 gehörte der Archipel politisch zu Norwegen. Wegen der großen Entfernung konnten die Färöer aber Teile ihrer Eigenständigkeit behalten. Mit Königin Margarethe I. von Dänemark kam es zur Personalunion Dänemarks mit Norwegen und somit fielen die Färöer unter dänisch-norwegische Krone. Beim Verlust Norwegens 1814 kamen die Färöer endgültig unter dänische Herrschaft.
- Shetland und die Orkneys gehörten bis 1469 zu Norwegen, in dieser Zeit wurden sie direkt der norwegischen Krone unterstellt, seitdem sind sie Schottland eingegliedert.
- Island wurde ab dem 9. Jahrhundert von Norwegen aus besiedelt. 1262 kam Island unter norwegische Herrschaft. Auch die Insel verblieb 1814 bei Dänemark.
- Grönland wurde um 875 von Norwegern entdeckt, um 982 wurde die Insel besiedelt. Der Kontakt brach für 300 Jahre ab, bis 1721 Dänemark-Norwegen die Insel besetzte. Die Herrschaft hielt bis 1814 an, dann fiel auch Grönland an Dänemark.
- In England verübten die Wikinger schon seit 793 Überfälle und besetzten Land. Bis 954 bestand ein Königreich norwegischer Normannen um York, ein letzter norwegischer Eroberungsversuch scheiterte 1066 in der Schlacht von Stamford Bridge.

Besitzungen auf den Britischen Inseln:
- Königreich York, damit Nordengland, 1066 verloren
- Königreich Dublin, 1014 durch Schlacht von Clontarf verloren
- Isle of Man und Hebriden, 1266 durch Frieden von Perth abgetreten

Amerika: 
- Helluland, Markland und Vinland wurden von norwegischen Wikingern entdeckt und besiedelt.

## Dänisch-norwegische Personalunion

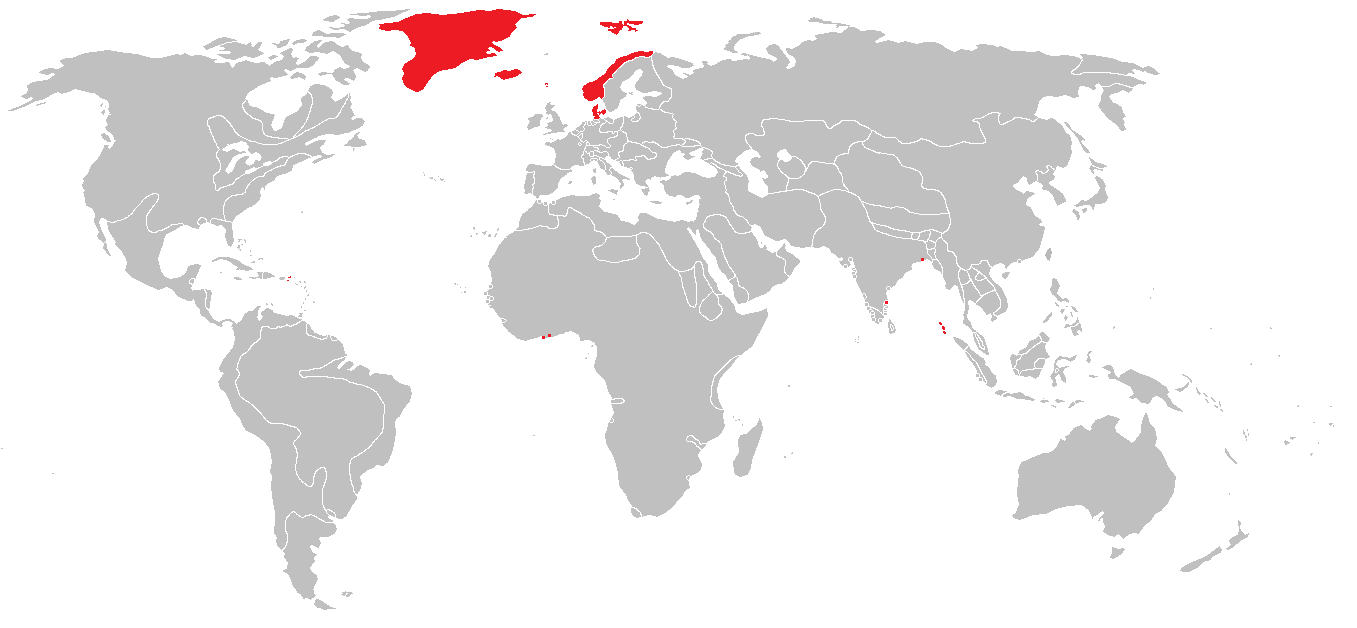
Die Kolonien von Dänemark-Norwegen in der Karibik, Ghana und Indien.

Als Norwegen mit Dänemark durch die Union verbunden war, besaßen beide Staaten folgende Kolonien (die man auch als solche bezeichnen darf):
- Dänisch-Westindien 1666–1814 zu Dänemark-Norwegen, bis 1917 zu Dänemark
- Nikobaren als Ny Danmark 1756–1814 zu Dänemark-Norwegen, bis 1868 zu Dänemark
- Trankebar 1620–1814 zu Dänemark-Norwegen, bis 1845 zu Dänemark
- An der Goldküste Westafrikas besaß Dänemark-Norwegen im 17. und 18. Jahrhundert verschiedene Stützpunkte und Festungen, die als Dänische Goldküste bezeichnet wurden.

Siehe auch: Dänische Kolonien

## Heutige Überseeterritorien und Gebietsansprüche in der Arktis und Antarktis

### Abhängige Gebiete
- Bouvetinsel, 1930 von Großbritannien, abhängiges Gebiet und kein Teil des Königreichs Norwegen
- Jan Mayen 1930 Teil Norwegens, gehört aber zu keiner norwegischen Provinz
- Svalbard, 1925 durch den Spitzbergen-Vertrag Teil Norwegens, gehört aber zu keiner norwegischen Provinz

### Heutige Ansprüche
- Peter-I.-Insel 1930, durch den Antarktisvertrag international nicht anerkannt.
- Königin-Maud-Land 1939, durch den Antarktisvertrag international nicht anerkannt.

### Ansprüche aufgegeben
- 1868 vermaß Nils Fredrik Rönnebeck einige Inseln des Franz-Josef-Land und nahm es unter dem Namen Rönnebecks Land für Norwegen in Besitz. Am 15. April 1926 erklärte die Sowjetunion unter norwegischen Protesten das Franz-Josef-Land zum Sowjetischen Hoheitsgebiet.
- Sverdrup-Inseln: Der Norweger Otto Sverdrup erforschte und kartografierte die Sverdrup-Inseln von 1898 bis 1902, und nahm diese für Norwegen in Besitz. 1930 wurde ein Vertrag zwischen Norwegen und Kanada abgeschlossen. Als Teil dieses Vertrages gab Norwegen seine Gebietsansprüche auf die Sverdrup-Inseln auf.
- Eirik Raudes Land und Fridtjof Nansens Land in Ostgrönland: Als Dänemark 1930 Ostgrönland für Nicht-Dänen schloss, erhob sich norwegischer Protest. Norweger besetzten das sogenannte Eirik Raudes Land im nördlichen Ostgrönland unter Verweis darauf, dass Dänemark nur im tatsächlich dänisch beherrschten Westgrönland Ansprüche anmelden könne. Im südlichen Ostgrönland wurde 1932 auch noch das sogenannte Fridtjof Nansens Land besetzt. Die norwegische Besetzung Ostgrönlands dauerte bis 1933, als der Haager Schiedsgerichtshof ganz Grönland Dänemark zusprach.